# 女祁県
女祁県（じょき-けん）は、中華人民共和国河北省にかつて存在した県。現在の張家口市赤城県南部に位置する。
前漢により設置され、後漢により廃止された。